# Песните на баща ми
Песните на баща ми е първият албум на Димитър Аргиров с български народни песни, издаден от Double D Music на 2 юни 2009 г., посветен на баща му.

## Информация за албума
Албумът е записан между декември 2008 г. и април 2009 г. Смесен и мастериран е от Драгомир Драганов в студиото на Double D Music през май 2009 г. С този албум Димитър Аргиров възражда десет от най-популярните народни песни на своя баща – Илия Аргиров. Разработките са на Никола Ваклинов. Продуцент е Димитър Аргиров.